# Будељ Горњи
Будељ Горњи је насељено мјесто у Босни и Херцеговини, у општини Кључ, које административно припада Федерацији Босне и Херцеговине. Према попису становништва из 1991. у насељу је живјело 392 становника.

## Становништво
| Националност       | 1991.        | 1981.        | 1971.        |
| Срби               | 200 (50,75%) | 243 (41,39%) | 362 (49,05%) |
| Муслимани          | 183 (46,44%) | 304 (51,78%) | 372 (50,41%) |
| Југословени        | 9 (2,28%)    | 36 (6,13%)   |              |
| Хрвати             |              |              | 1 (0,13%)    |
| остали и непознато | 2 (0,51%)    | 4 (0,68%)    | 3 (0,40%)    |
| Укупно             | 394          | 587          | 738          |

| Демографија | Демографија | Демографија |
| Година      | Становника  | Становника  |
| ----------- | ----------- | ----------- |
| 1971.       | 738         |             |
| 1981.       | 587         |             |
| 1991.       | 392         |             |
| 2013.       | 44          |             |

## Знамените личности
- Душан Гавран, народни херој Југославије